# Euerbach
Euerbach là một đô thị ở huyện Schweinfurt bang Bayern, Đức.